# Bodianus atrolumbus
Bodianus atrolumbus (Valenciennes, 1839) è un pesce osseo marino appartenente alla famiglia Labridae diffuso nell'oceano Indiano occidentale.

## Distribuzione e habitat
Il suo areale si estende dal KwaZulu-Natal in Sudafrica al Mozambico e comprende le Isole Mascarene; la località tipo è Mauritius. Vive nelle barriere coralline e su fondali rocciosi.

## Descrizione
Il corpo, compresso sui lati e allungato, ha una lunghezza massima registrata di 30,7 cm.  La pinna caudale ha il margine dritto nei giovani, mentre negli adulti è allungata alle estremità. La pinna dorsale e la pinna anale sono basse e lunghe e presentano rispettivamente 12 e 3 raggi spiniformi.
Gli esemplari giovani hanno una colorazione giallastra con un'ampia area nera nella seconda metà del corpo, preceduta da una fascia verticale bianco-rosata e seguita da una fascia dello stesso colore sul peduncolo caudale. L'area nera tende a ridursi fino diventare una macchia sbiadita sul dorso dei maschi adulti. Da giovane è quasi indistinguibile da Bodianus perditio, specie con cui è stato posto in sinonimia dal 1949 fino al 2013; con la crescita la fascia verticale chiara sui fianchi del pesce non tende però ad accorciarsi e ritirarsi al di sopra della linea laterale, rimanendo invece verticale.

## Alimentazione
Si nutre di invertebrati bentonici di cui distrugge il guscio con i denti faringei: le prede più comuni sono ricci di mare, gasteropodi e granchi.